# John Michael Holzinger
John Michael Holzinger  ( 1853 - 1929 ) fue un botánico, briólogo y explorador estadounidense, nacido en Alemania.
Desarrolló gran parte de su actividad científica en la División de Botánica del USDA.

## Algunas publicaciones
- 1892. List of plants collected by C.S. Sheldon and M.A. Carleton in Indian Territory in 1891. U.S. Dept. of Agriculture. Division of Botany. Contributions from the U.S. National Herbarium
- 1898. On some Mosses at High Altitudes
- 1901a. The Duration of Claytonia Chamissoi Ledeb
- 1901b. On Limnobium Bestii Ren. & Bryhn. (Grimmia Holzingeri once more.) (Carl Mueller's Genera Muscorum.)

### Libros
- 1893a. List of plants new to Florida. Washington: Govt. Print. Office
- 1893b. Descriptions of four new plants from Texas and Colorado. Ed. Washington: Govt. Print. Office
- 1895. Report on a collection of plants made by J.H. Sandberg and assistants in northern Idaho in the year 1892. Ed. Washington: Gov't Print. Off.
- 1901a. Some interesting cases of plant distribution
- 1901. [Review] Recherches anatomiques sur les Leucobryacées
- 1904. Musci Acrocarpi Boreali-Americani. Winona, Minn: The author
- 1912. Field work. Ed. Winona Normal bulletin 8 ( 2). Winona, Minn: Winona State Normal School
- 1923. The genus Crossidium in North America

## Honores

### Epónimos
Especies
- (Asteraceae) Eupatorium holzingeri  Rydb. 1931
- (Campanulaceae) Specularia holzingeri (McVaugh) Fernald 1946
- (Campanulaceae) Triodanis holzingeri McVaugh 1945

- La abreviatura «Holz.» se emplea para indicar a John Michael Holzinger como autoridad en la descripción y clasificación científica de los vegetales.[1]